# Встреча одноклассников (фильм, 2019)
«Встреча одноклассников» — полнометражный украинский фильм, адаптация датской комедии Klassefesten, снятая на заказ телеканала НЛО TV компанией Tauras Films при участии Idea Production и Multi Media Distribution. Продюсеры: Иван Букреев, Роман Мартыненко, Жильвинас Науйокас.

## Синопсис
В основе сюжета история троих школьных друзей, которые встречаются, чтобы отпраздновать 25-летие выпуска. Много кто считает, что раз судьба дала шанс больше никогда не видеться со своими одноклассниками сразу после выпускного — надо этим воспользоваться. Но наши герои считают иначе и отправляются на самую важную вечеринку в их жизни.

## В ролях
В главных ролях — актёр и продюсер Андрей Бурым (НЛО TV), актёр театра «Золотые ворота» Алексей Нагрудный  и фронтмен группы «Друга ріка» Валерий Харчишин.

## Релиз
16 октября 2018 года в сети появится первый национальный трейлер фильма «Встреча одноклассников».

Впервые фильм продемонстрировали 31 января 2019 года в широком кинопрокате в Украине.
Премьерную вечеринку посетили звезды телеканала НЛО TV, артист Павел Зибров, ведущая шоу «Без краватки» Иванна Онуфрийчук, блогеры Александр Барабошко, Петя Бампер, певица Анна Добрыднева и многие другие..
Фильм получил преимущественно положительные отзывы критиков и положительную реакцию публики..